# Kaan Ayhan
Kaan Ayhan, né le 10 novembre 1994 à Gelsenkirchen, est un footballeur international turc qui évolue au poste de défenseur central à Galatasaray SK.

#### Schalke 04 (1999-2016)

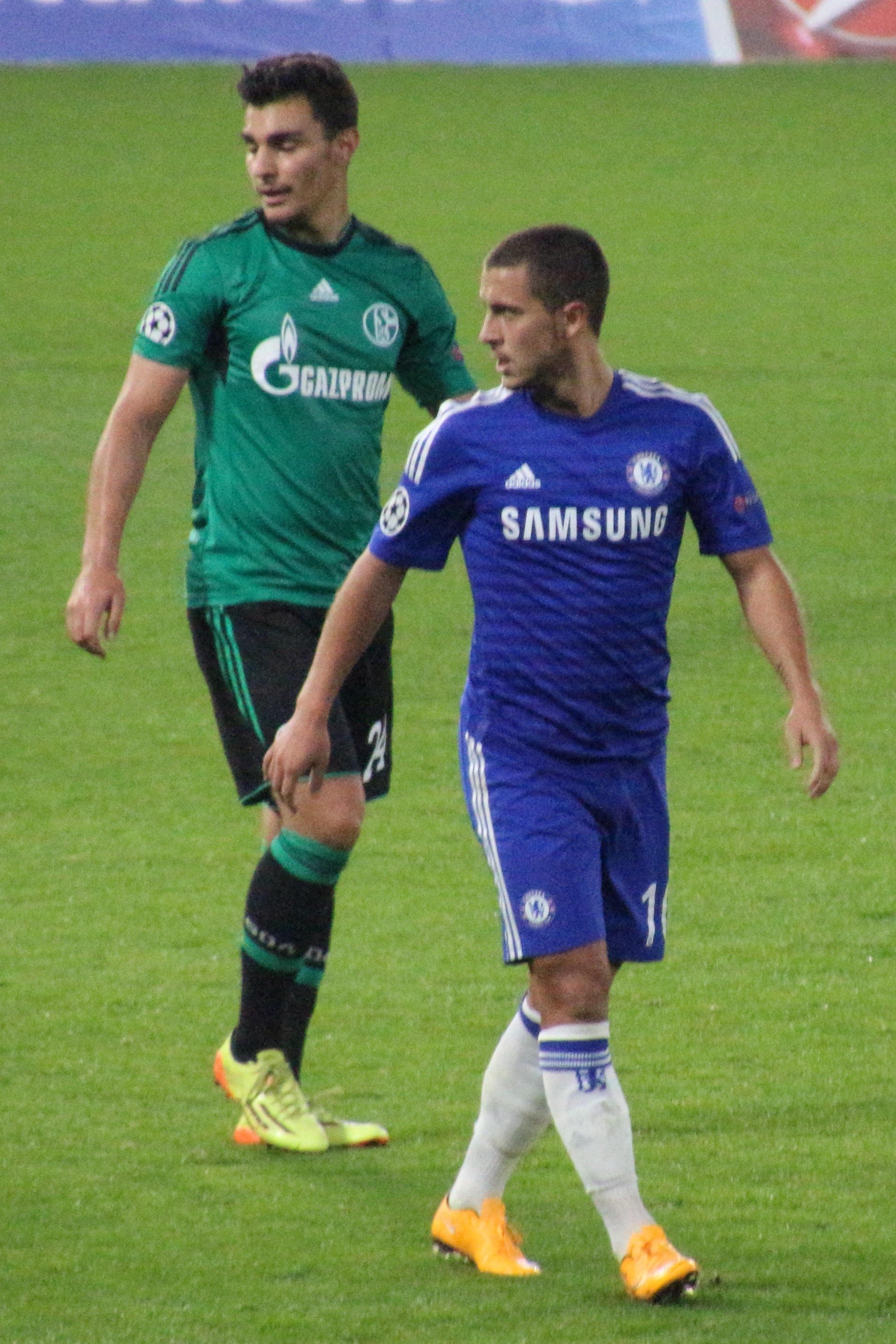
Kaan Ayhan (à gauche) et Eden Hazard (à droite) lors d'un match de Ligue des champions.

## Biographie

### En club

#### US Sassuolo (depuis 2020)
Le 16 août 2020, la page officielle de l'US Sassuolo annonce le transfert du défenseur turc. Aucune indemnité de transfert, ni durée de contrat ne sont mentionnées lors de l'annonce de l'arrivée de Kaan Ayhan.

### En sélection nationale
En juin 2021, il est retenu dans la liste des 26 joueurs turcs pour disputer l'Euro 2020.
Le 7 juin 2024, il figure dans la liste définitive des 26 joueurs sélectionnés par Vincenzo Montella pour disputer  l'Euro 2024. 

## Statistiques

### Statistiques détaillées
| Saison                | Club                       | Championnat           | Championnat | Championnat | Coupe(s) nationale(s) | Coupe(s) nationale(s) | Compétition(s) continentale(s) | Compétition(s) continentale(s) | Compétition(s) continentale(s) | Total | Total |
| Saison                | Club                       | Division              | M.          | B.          | M.                    | B.                    | Comp.                          | M.                             | B.                             | M.    | B.    |
| 2013-2014             | Schalke 04                 | Bundesliga            | 14          | 1           | -                     | -                     | C1                             | 1                              | 0                              | 15    | 1     |
| 2014-2015             | Schalke 04                 | Bundesliga            | 15          | 0           | -                     | -                     | C1                             | 4                              | 0                              | 19    | 0     |
| 2015-2016             | Schalke 04                 | Bundesliga            | 1           | 0           | -                     | -                     | C3                             | 4                              | 0                              | 5     | 0     |
| Sous-total            | Sous-total                 | Sous-total            | 30          | 1           | 0                     | 0                     | -                              | 9                              | 0                              | 39    | 1     |
| 2015-2016             | Eintracht Francfort (prêt) | Bundesliga            | 2           | 0           | -                     | -                     | -                              | -                              | -                              | 2     | 0     |
| Sous-total            | Sous-total                 | Sous-total            | 2           | 0           | 0                     | 0                     | -                              | 0                              | 0                              | 2     | 0     |
| 2016-2017             | Fortuna Düsseldorf         | 2. Bundesliga         | 23          | 1           | 1                     | 0                     | -                              | -                              | -                              | 24    | 1     |
| 2017-2018             | Fortuna Düsseldorf         | 2. Bundesliga         | 31          | 1           | 1                     | 0                     | -                              | -                              | -                              | 32    | 1     |
| 2018-2019             | Fortuna Düsseldorf         | Bundesliga            | 28          | 4           | 3                     | 0                     | -                              | -                              | -                              | 31    | 4     |
| 2019-2020             | Fortuna Düsseldorf         | Bundesliga            | 31          | 2           | 3                     | 0                     | -                              | -                              | -                              | 34    | 2     |
| Sous-total            | Sous-total                 | Sous-total            | 113         | 8           | 8                     | 0                     | -                              | 0                              | 0                              | 121   | 8     |
| 2020-2021             | US Sassuolo                | Serie A               | 19          | 0           | 1                     | 0                     | -                              | -                              | -                              | 20    | 0     |
| 2021-2022             | US Sassuolo                | Serie A               | 23          | 1           | 1                     | 0                     | -                              | -                              | -                              | 24    | 1     |
| 2022-2023             | US Sassuolo                | Serie A               | 5           | 0           | 1                     | 1                     | -                              | -                              | -                              | 6     | 1     |
| Sous-total            | Sous-total                 | Sous-total            | 47          | 1           | 3                     | 1                     | -                              | 0                              | 0                              | 50    | 2     |
| 2022-2023             | Galatasaray SK (prêt)      | Süper Lig             | 5           | 0           | 1                     | 1                     | C1+C3                          | -                              | -                              | 6     | 1     |
| 2023-2024             | Galatasaray SK             | Süper Lig             | 22          | 1           | -                     | -                     | C1+C3                          | 11+1                           | 0+0                            | 34    | 1     |
| Sous-total            | Sous-total                 | Sous-total            | 27          | 2           | 1                     | 1                     | -                              | 12                             | 0                              | 40    | 3     |
| Total sur la carrière | Total sur la carrière      | Total sur la carrière | 219         | 11          | 12                    | 2                     | -                              | 21                             | 0                              | 252   | 13    |

### Listes des buts internationaux
|                                                                        | Date            | Lieu                                                      | Adversaire  | Score | Résultat | Nature du but | Compétition              |
| ---------------------------------------------------------------------- | --------------- | --------------------------------------------------------- | ----------- | ----- | -------- | ------------- | ------------------------ |
| 1                                                                      | 25 mars 2019    | Nouveau Stade Atatürk d'Eskiserhispor, Eskişehir, Turquie | Moldavie    | 4-0   | 4-0      | de la tête    | Euro 2020-Qualifications |
| 2                                                                      | 8 juin 2019     | Konya Büyükşehir Belediye Stadyumu, Konya, Turquie        | France      | 1-0   | 2-0      | de la tête    | Euro 2020-Qualifications |
| 3                                                                      | 14 octobre 2019 | Stade de France, Saint-Denis, France                      | France      | 1-1   | 1-1      | de la tête    | Euro 2020-Qualifications |
| 4                                                                      | 27 mai 2021     | Bahçeşehir Okulları Stadyumu, Alanya, Turquie             | Azerbaïdjan | 2-1   | 2-1      | du pied droit | match amical             |
| Total : 4 buts inscrits (1 du pied droit et 3 de la tête) en 36 matchs |                 |                                                           |             |       |          |               |                          |

## Palmarès
| Schalke 04 (1)                                          | Fortuna Düsseldorf (1)                                | Galatasaray SK (1)                        | Allemagne                                                     |
| ------------------------------------------------------- | ----------------------------------------------------- | ----------------------------------------- | ------------------------------------------------------------- |
| - Championnat d'Allemagne -19 ans (1) - Champion : 2012 | - Championnat d'Allemagne de D2 (1) - Champion : 2018 | - Coupe de Turquie (1) - Vainqueur : 2025 | - Championnat d'Europe des moins de 17 ans - Finaliste : 2011 |